# Coussarea hallei
Coussarea hallei är en måreväxtart som beskrevs av Julian Alfred Steyermark. Coussarea hallei ingår i släktet Coussarea och familjen måreväxter.
Artens utbredningsområde är Franska Guyana. Inga underarter finns listade i Catalogue of Life.